# Gia tài vĩ đại (phim 1946)
Gia tài vĩ đại (tiếng Anh: Great expectations) là bộ phim của điện ảnh Anh, do David Lean đạo diễn, dựa theo tiểu thuyết cùng tên rất nổi tiếng của nhà văn hiện thực phê phán Charles Dickens.
Bộ phim 1946 nằm trong số nhiều phim chuyển thể từ tác phẩm văn học này, trong đó có phiên bản đã công chiếu tại Việt Nam. Bộ phim 1946 đã giành hai giải Oscar, và được đề cử 3 giải Oscar khác, và nằm trong 100 phim hay nhất điện ảnh Anh theo bình chọn của BFI, xếp vị trí thứ 5. 

## Nội dung
Orphan Phillip "Pip" Pirrip (Anthony Wager) sống với chị gái sắc sảo và người chồng thợ rèn tốt bụng của cô, Joe Gargery (Bernard Miles).
Vào một đêm Giáng sinh, Pip vô tình gặp Abel Magwitch (Finlay Currie), một tù nhân trốn tàu trong sân của nhà thờ làng. Người tù nhân này tóm lấy Pip dọa dẫm và yêu cầu Pip ăn trộm thức ăn và một cái kìm cho ông ấy. Vừa sợ hãi, vừa cảm thấy thương cảm, Pip đã ăn trộm thức ăn ở nhà chị gái mang cho người đàn ông lạ mặt. Đây là lần đầu tiên trong đời Pip biết thế nào là cảm giác của một người ăn trộm thực sự. Sự ân cần, hồn nhiên và tốt bụng của Pip đã sưởi ấm trái tim băng giá và lạnh lùng của người tù nhân. Nó gợi nhắc ông về người con nhỏ mà ông nghĩ là đã chết. Rồi người đàn ông ra đi. Cuộc sống thường ngày cuốn Pip đi và cuộc gặp ngắn ngủi này cũng nhanh chóng tan biến trong tâm trí Pip.
Trong làng nơi Pip sinh sống có quý bà Havisham (Martita Hunt) giàu có nhưng rất khó tính và tàn nhẫn. Bà có cô con gái nuôi xinh đẹp tên là Estella (Jean Simmons thủ vai). Một lần, Pip bất ngờ được bà thuê tới làm việc. Ngay từ giây phút đầu tiên gặp Estella, Pip đã bị vẻ đẹp của cô hút hồn. Khi lớn lên, những rung động đầu đời ấy đã trở thành một tình yêu thật sự. Nhưng đó là một tình yêu vô vọng bởi Havisham là một người căm thù đàn ông, bà đã bị chú rể bỏ rơi ngay trong đám cưới, chính vì vậy ngay từ khi quyết định nhận nuôi Estella, Havisham đã lên kế hoạch nuôi dạy cô thành một thiếu nữ có trái tim tàn nhẫn để phá vỡ trái tim những người đàn ông yêu cô.
Ngay khi nhận ra Pip đã đem lòng yêu cô con gái nuôi của mình, bà Havisham không thuê Pip nữa; và anh trở về làm việc tại lò rèn. Pip sống trong nghèo khổ và luôn nơm nớp lo sợ Estella sẽ nhìn qua cửa xưởng rèn và thấy sự rách rưới của mình. Pip mong ước được có một cuộc sống giàu có để có thể đến với cô.
Rồi cho đến một ngày, bất ngờ một vị luật sư Jaggers (Francis L. Sullivan) từ Luân Đôn tới gặp Pip và thông báo rằng anh ấy có một khoản thừa kế kếch xù từ một người ân nhân giấu tên. Tuy nhiên, có điều kiện đặt ra là để nhận được khoản tiền này anh phải tới Luân Đôn ngay lập tức, và việc đầu tiên nơi ông Jaggers sắp xếp cho Pip ở lại với Herbert Pocket (do Alec Guinness thủ vai), người sẽ dạy anh ta cách cư xử như một quý ông. Pip chấp nhận điều kiện.
Pip cứ đinh ninh rằng người bí mật cung cấp tiền cho anh ăn học không phải là ai khác mà chính là Havisham. Pip nghĩ rằng bà ấy đầu tư tiền cho cậu trở thành một người có địa vị cao hơn trong xã hội để sau này Pip sẽ cưới con gái nuôi của bà ấy Estella. Pip đã sống nhiều năm tại Luân Đôn và tình yêu của anh dành cho Estella ngày càng lớn hơn dù Pip chưa một lần dám thổ lộ. Trong khi đó, người con gái nuôi của Havisham thì càng ngày càng lạnh lùng hơn.
Thế rồi cho đến một đêm, Pip bất ngờ phát hiện ra rằng, người đầu tư cho mình không phải là bà Havisham như anh từng suy đoán và như bà đã từng ngụ ý bóng gió, mà người ân nhân đó chính là một tù nhân có tên Magwitch. Đây là bước ngoặt thay đổi cả cuộc đời anh, những ước mơ, dự định. Anh cảm thấy xấu hổ vì trong suốt thời gian qua đã sống và học tập trên số tiền của người tù này và càng xấu hổ hơn khi tù nhân đó muốn sống nốt phần đời còn lại ở bên anh. Mọi thứ càng trở nên phức tạp khi tù nhân đó đang bị cảnh sát truy đuổi.
Với suy nghĩ, phải trả món nợ cho người đàn ông này, Pip cùng với một số người bạn thân âm thầm vạch một kế hoạch để Pip và tù nhân vượt biên. Trước khi đi, Pip đến thăm nhà Havisham. Estella đã lấy chồng. Bà Havisham thì đang sống trong đau khổ và ân hận. Bà xin Pip tha thứ rồi nhảy vào đống lửa gần đó tự tử. Pip đã liều mình để cứu bà. Tuy nhiên, do bỏng quá nặng Havisham chết sau đó ít lâu trong sự cô đơn.
Pip và Magwitch chưa kịp hoàn thành chuyến vượt biên thì kẻ thù cũ Magwitch bất ngờ xuất hiện và muốn giết ông. Hạ gục được kẻ thù nhưng Magwitch cũng bị thương nặng và sau đó ít lâu thì chết trong nhà giam. Qua những ngày chăm sóc cho Mag, Pip đã biết thêm về cuộc đời của người tù và nhận ra ông là một người tốt, dòng dõi quý tộc. Và đặc biệt hơn nữa Pip đã tìm ra người con mà Mag nghĩ đã chết, đó chính là Estella.
Sau khi Mag qua đời, Pip trở nên suy sụp, anh thành một kẻ lang thang vô gia cư, không tài sản. Trong khoảng thời gian này, người anh rể Joe Gargery hết lòng chăm sóc Pip. Anh gượng dậy dần dần và bắt đầu lấy lại thăng bằng. Với sự giúp đỡ và hỗ trợ của người bạn thân, anh bắt đầu có những bước phát triển trong nghề nghiệp.
Cuốn tiểu thuyết kết thúc bằng cuộc trở về thăm ngôi nhà bà Havisham lần cuối cùng của Pip. Tại đây, anh đã gặp Estella, cô đã li dị chồng và sống cùng con nhỏ. Cô mong Pip tha thứ và coi cô như một người bạn.

## Diễn viên
- John Mills as Pip as an adult
- Jean Simmons as Estella as a girl. Simmons later played Miss Havisham in a 1989 miniseries directed by Kevin Connor.
- Valerie Hobson as Estella as an adult, and as Molly
- Martita Hunt as Miss Havisham
- Finlay Currie as Abel Magwitch
- Francis L. Sullivan as Mr. Jaggers
- Bernard Miles as Joe Gargery
- Alec Guinness as Herbert Pocket as an adult
- Anthony Wager as Pip as a boy
- John Forrest as Herbert Pocket as a boy
- Freda Jackson as Mrs. Joe Gargery
- Ivor Barnard as Mr. Wemmick
- Torin Thatcher as Bentley Drummle
- O. B. Clarence as The Aged Parent